# Sumber Urip (Doko)
Sumber Urip is een bestuurslaag in het regentschap Blitar van de provincie Oost-Java, Indonesië. Sumber Urip telt 4093 inwoners (volkstelling 2010).